# Eduardo Lourenço
Eduardo Lourenço de Faria (São Pedro de Río Seco, 23 de mayo de 1923-Lisboa, 1 de diciembre de 2020) fue un ensayista, profesor universitario, filósofo e intelectual portugués.

## Biografía
Procedente de una familia conservadora, estudió en el Colegio Militar de Lisboa. Luego encontró en la Universidad de Coímbra un ambiente más abierto y propicio para una reflexión cultural que proseguirá hasta hoy. 
Licenciado en Ciencias Histórico Filosóficas (1946), permaneció en la Universidad de Coímbra como asistente de Filosofía, entre 1947 y 1953. En ese periodo que publica su primer libro, Heterodoxia (1949). 
Enseguida, salió al extranjero. Fue profesor de Cultura Portuguesa entre 1954 y 1955 en Alemania (en Hamburgo y Heidelberg), ejerciendo después la misma actividad en la Universidad de Montpellier (1956-58). Después de un año en Brasil, en Bahía enseñando Filosofía, vivió, a partir de 1960, en Francia, impartiendo lecciones en la Universidade de Grenoble (hasta 1965) y de Niza (1965-87). A continuación, fue consejero cultural en Roma. Vive en Vence (Provenza), ha escrito parte de su obra en francés, y está muy presente en Francia.

## Obra
Ha trabajado sobre Fernando Pessoa, ha hecho análisis políticos de la Revolución de 1974, y luego algún estudio sobre la identidad portuguesa.
Influido por la lectura de Husserl, Kierkegaard, Nietzsche, Heidegger, Sartre y por el conocimiento de las obras de Dostoievski, Franz Kafka o Albert Camus, fue asociado en cierto modo al existencialismo, sobre todo en torno a los años cincuenta, época en que colaboró en Árvore y trabó amistad con Vergílio Ferreira. De hecho, es un explorador de la saudade, la melancolía portuguesa. Nunca se dejó adscribir, sin embargo, a ninguna escuela de pensamiento; y, aunque favorable a las ideas de izquierda, por ejemplo no abandonó una actitud crítica ante esa izquierda.
Crítico y ensayista literario, interesado fundamentalmente por la poesía, pero también por la prosa, firmó ensayos polémicos como Presença ou a Contra-Revolução do Modernismo Português? en O Comércio do Porto (1960) o un particular estudio sobre el neorrealismo titulado Sentido e Forma da Poesia Neo-Realista (1968). 
Se aproximó a la modernidad en la obra de Fernando Pessoa, a propósito de la cual dio a la estampa el volumen Pessoa Revisitado (1973), o Fernando Rei da Nossa Baviera (1986). Indiferente a la sucesión de corrientes teóricas, y huyendo tanto del historicismo como de los pretendidos análisis objetivos, la perspectiva de Lourenço influyó pronto a otros autores, como por ejemplo Eduardo Prado Coelho y se encuentra enunciada en un libro central, Tempo e Poesia (1974). 
Muy importante es su largo libro de ensayos, O canto do Signo. Existência e Literatura (1957-1993). Su primera parte trata de la crítica como metáfora; la segunda aborda la literatura portuguesa, así Camilo Castelo Branco y Eça de Queroz, pero sobre todo la del siglo XX: Aquilino  Ribeiro; Vergilio Ferreira, José Régio, Agustina Bessa-Luís, Jorge de Sena, J. Saramago, Mário Cláudio, J.R. Miguéis. La tercera, sobre su evolución actual.
Sólo se ha traducido Europa y nosotros (Huerga y Fierro, 2001). 
Con una clara autoridad moral le fue concedida la Orden de Santiago de la Espada en 1981, el Premio Europeo de Ensayo Charles Veillon (concedido en 1988 con motivo de su obra Nós e a Europa ou as Duas Razões) en el año en que fue adscrito como agregado cultural portugués en Roma. Es uno de los más prestigiosos intelectuales europeos.

## Libros
- Heterodoxia (1949), primer libro
- Sentido e Forma da Poesia Neo-Realista (1968)
- Pessoa Revisitado (1973)
- Tempo e Poesia (1974).
- O labirinto da saudade (1978). Tr. Le labyrinthe de la Saudade: psychanalyse mythique du destin portugais (2004).
- L'Europe introuvable: jalons pour une mythologie européenne (1978)
- Le Miroir imaginaire, Essai sur la peinture (1981)
- Nós e a Europa ou as Duas Razões (1988). Tr. http://books.google.es/Nous et l'Europe ou les Deux Raisons (1988)
- Pessoa, Etranger Absolu (1990)
- Montaigne ou la Vie écrite (1992), con Pierre Botineau y Jean-Luc Chapin
- Fernando, Rei da Nossa Baviera (1986). Tr.: Fernando Pessoa, roi de notre Bavière (1993)
- O canto do Signo. Existência e Literatura (1957-1993) (1994). Tr.: Le chant du Signe: existence et littérature (1994), sobre Literatura portuguesa.
- L'Europe désenchantée: pour une mythologie européenne (1994)
- Camões 1525-1580 (1994), con Vasco Graça Moura
- O esplendor do caos (1998). Tr.: La splendeur du chaos (1998)
- Mythologie de la saudade, Essais sur la mélancolie portugaise (2000)

## Distinciones
En 1981, Orden de Santiago de la Espada. En 1988, Premio Europeo de Ensayo Charles Veillon. En 1996, Prémio Camões. En 1998, Premio Europeo de Ensayo. En 2001, Premio Vergílio Ferreira de la Universidad de Évora. En 2006, Premio Extremadura. El 4 de diciembre de 2007 es distinguido por la Universidad de Bolonia con el título de doctor honoris causa en Literaturas y Filologías Europeas.